# LMMS
LMMS (Linux MultiMedia Studio) – zaawansowana cyfrowa stacja robocza do obróbki i tworzenia dźwięku (ang. DAW – Digital audio workstation), rozpowszechniana na licencji GPL. Projekt LMMS uważa się za wolną alternatywę dla komercyjnej aplikacji o nazwie FL Studio. LMMS jest dostępny na systemy GNU/Linux, Windows, OpenBSD oraz MacOS.

## Funkcje
LMMS umożliwia tworzenie muzyki poprzez syntezę dźwięków, aranżowanie próbek, grę na klawiaturze MIDI oraz łączenie funkcji trackerów i sekwencerów. Obsługuje wtyczki LADSPA, LV2 i VST.